# Йон Інкулец
Йон Інкулец (рум. Ion Constantin Inculeţ, *17 квітня 1884, село Резени, Кишинівський повіт, Бессарабська губернія — †18 листопада 1940, Бухарест, Румунське королівство) — бессарабський та румунський політик, в 1917 році обраний депутатом Сфатул Церій і його головою.

## Біографія
Народився 17 квітня 1884 року в селі Резень Кишинівського повіту Бессарабської губернії (нині Яловенський район Республіки Молдова). Його батько, Константин Інкулец був уродженцем села Кайнари Бендерського повіту, матір звали Марія.
Після закінчення Кишинівської духовної семінарії протягом року навчався на медичному факультеті Дерптського університету. Розчарувавшись в медицині перебрався в Санкт-Петербург, де вступив на фізико-математичний факультет Санкт-Петербурзького університету.
Під час навчання в Санкт-Петербурзі виступив ініціатором петербурзького бессарабського земляцтва. У 1906-1907 роках співпрацював в націоналістичній газеті газети «Basarabia», що належить Константину Стере.
Після закінчення університету в 1915 році працював в метеорологічній обсерваторії. Викладав фізику, математику і астрономію в петербурзьких приватних школах.
Брав участь в Лютневій революції, був депутатом Петроградської ради від партії есерів . 25 травня 1917 року Йон Інкулец був призначений Олександром Керенським представником Тимчасового уряду в Бессарабії.
24 січня 1918 року Сфатул Церій більшістю голосів проголосив незалежність Бессарабії від Російської імперії. 27 березня 1918 року, більшістю голосів Сфатул Церій проголошує об'єднання Бессарабії з Румунією.
У 1919 році, спільно з Пантелеймоном Халіппа, бере участь у створенні Селянської партії Бессарабії. У 1923 році партія приєднується до Націонал-ліберальної партії Румунії. Пізніше займає такі посади як міністр внутрішніх справ Румунії, міністр комунікацій та віце-голова Ради міністрів Румунії (1933-1937).
Член Румунської Академії.
Помер 18 листопада 1940 року в Бухаресті, похований на цвинтарі Беллу.